# Houliang Taizu
Houliang Taizu (zijn persoonlijke naam was Zhu Wen) (Dangshan, 5 december 852 – Kaifeng, 18 juli 912) was een Chinese militaire gouverneur en stichter van de Latere Liang-dynastie (907-923). Hij maakte een einde aan de Tang-dynastie (618-907) en regeerde tussen 907 en 912. 
Zhu Wen was aanvankelijk een bondgenoot van de rebellenleider Huang Chao (? -884). Deze ontketende in 875 een grote opstand tegen de Tang-dynastie. Huang Chao trok jarenlang met zijn volgelingen door het land en veroverde de beide hoofdsteden Chang'an en Luoyang. Met behulp van de Turkse militaire gouverneur Li Keyong (856-908) wisten troepen van de Tang uiteindelijk Huang Chao uit Chang'an te verjagen. Huang Chao pleegde in juli 884 zelfmoord. 
Zhu Wen liep in de latere fase van de opstand over naar het Tangregime en werd beloond met een post als militaire gouverneur (jiedushi) van Kaifeng. Hij streed met Li Keyong om de macht over het noorden van China. In deze strijd waren de laatste Tangheersers slechts machteloze marionetten van de krijgsheren. Zhu Wen dwong keizer Zhaozong (867-604) de grotendeels verwoestte hoofdstad Chang'an te verlaten en naar Luoyang te verhuizen. 
In 904 vermoordde Zhu Wen keizer Zhaozong en al diens zonen op een na. Hij plaatste de enig overlevende zoon, de dertienjarige Li Zhu (892-908), op de troon. Drie jaar later zette Zhu Wen de jonge keizer af, doodde hem en proclameerde zijn eigen dynastie, de Latere Liang-dynastie (Houliang). Als stichter van de nieuwe dynastie kreeg Zhu Wen in de canon van de vierentwintig dynastieke geschiedenissen de postume titel Taizu ('Grote Voorouder'). Het einde van de Tang-dynastie luidde in de Chinese geschiedenis de periode van de Vijf Dynastieën en Tien Koninkrijken (907-960) in. Na 960 werd China opnieuw verenigd door Song Taizu (927-976), de stichter van de Song-dynastie (960-1279). 
Zhu Wen werd in 912 vermoord door zijn oudste zoon Zhu Yougui (888-913). Deze zou een jaar aan de macht zijn alvorens zelfmoord te plegen onder druk van een militaire opstand van zijn broer Modi (888-923), de laatste keizer van de Latere Liang.